# Templo del Señor del Retiro
El templo o parroquia del Señor del Retiro es un edificio católico del pueblo de El Molinote ubicado en el centro del estado de Sonora, México. Fue construido en el año de 1850. La iglesia está catalogada como Conjunto Arquitectónico por el Instituto Nacional de Antropología e Historia (INAH) para su preservación. Está dedicado al Cristo del Retiro, figura de madera que llegó de España en el siglo XVIII y quedó custodiado en la localidad a mediados del siglo XIX en la época de la guerra Cristera. La iglesia es visitada por turistas que circulan en la ruta del río Sonora, paseo que vista pueblos misionales de la región.

## Historia
La construcción de la iglesia se inició en 1850 por el señor Miguel Robles, habitante de la localidad. Hasta el año de 1954 el párroco Jesús Noriega Trujillo comenzó a construirle una torre y campanario en la parte frontal de la nave. En 1974 se le agregó un testero gracias a la recaudación monetaria de los pobladores.